# Richard Farley
Richard Wade Farley (* 25. Juli 1948 in San Antonio, Texas) ist ein US-amerikanischer Amokläufer, der am 16. Februar 1988 sieben Menschen ermordete.

## Leben

### Werdegang
Richard Farley wurde als ältestes von sieben Kindern in San Antonio geboren. Bedingt durch den Beruf des Vaters, der Angehöriger der United States Army war, verbrachte Farley seine Kindheit in verschiedenen Städten, bis er Anfang der 1960er Jahre nach Kalifornien kam. Farley wuchs zwar in einer gut behüteten Familie heran, in der ihm seine Eltern auch Liebe entgegenbrachten, dennoch wurden er wie auch seine Geschwister oft sich selbst überlassen.
Nachdem er im Jahr 1966 seinen High-School-Abschluss erworben hatte, besuchte er das in Santa Rosa ansässige College. 1967 trat er der United States Navy bei, der er rund ein Jahrzehnt, bis Mitte der 1970er Jahre, angehören sollte.

### Stalking
Nach seinem ehrenvollen Ausscheiden aus der U.S. Navy begann er 1975 im kalifornischen Sunnyvale, als Softwaretechniker für das Unternehmen ESL Incorporated zu arbeiten, ein Unternehmen, das eng mit dem US-amerikanischen Verteidigungsministerium zusammenarbeitet.
Hier lernte er im April 1984 die bei ESL beschäftigte Elektroingenieurin Laura Black kennen, die mit ihren 22 Jahren 14 Jahre jünger als Farley war. Farley, der nie geheiratet hatte, verliebte sich sofort in Laura Black. Er begann, ihr Liebesbriefe auf ihrem Schreibtisch zu hinterlassen, kaufte ihr kleine Geschenke und brachte ihr selbst gebackene Mehlspeisen von zu Hause mit. Doch Black wies sämtliche Liebesbekundungen höflich, aber bestimmt zurück. Doch Farley ließ nicht locker. Er rief sie mehrmals am Tag an und erschien sogar bei Blacks Aerobic-Training. Als es ihm gelang, über Kollegen nicht nur Blacks Adresse, sondern auch die Telefonnummer und andere private Details herauszufinden, war Black in diesen vier Jahren viermal gezwungen, ihren Wohnort zu wechseln. Der Stalking-Vorgang erstreckte sich über vier Jahre. Im Herbst 1985 ersuchte Black ihren Arbeitgeber, ESL, um Hilfe. Dieser verordnete Farley den Besuch eines Psychotherapeuten. Doch trotz der Therapieeinheiten, die Farley besuchte, setzte er fort, Black zu verfolgen. Erst als er begann, andere Kollegen zu bedrohen und einzuschüchtern, sah sich ESL im Mai 1986 gezwungen, Richard Farley zu kündigen.
Farley fand im selben Jahr Arbeit bei Covalent Systems Corporation, einem mit ESL konkurrierenden Unternehmen, das ebenfalls in Sunnyvale seinen Firmensitz hat. Er lernte sogar eine Frau kennen, eine Studentin der nahen San José State University, mit der er sich 1987 verlobte.
Farleys Obsession für Laura Black schien eine Episode gewesen zu sein. Doch Laura Black hatte einen Rechtsanwalt eingeschaltet, über den Farley am 2. Februar 1988 ein Schreiben erhielt. Darin wurde ihm ein einstweiliges Kontaktverbot ausgesprochen. Gleichzeitig sollte in einem Gerichtsverfahren, das am 17. Februar 1988 stattfinden sollte, entschieden werden, ob das Kontaktverbot auf Dauer verhängt werden sollte. Der Brief war der Stressauslöser, der den anschließenden Amoklauf Richard Farleys erklären soll. Auch hatte er in jener Zeit wirtschaftliche Probleme; so bekam er Briefe von der Internal Revenue Service, wonach er Steuern nachzuzahlen habe.

### Amoklauf
In den folgenden Tagen besorgte sich Farley ein 12-kalibriges, halbautomatisches Gewehr und über 3000 Schuss Munition. Insgesamt investierte er 2000 US-Dollar in sein Vorhaben. Am 9. Februar schrieb er einen Brief an Laura Blacks Anwalt. Darin bezichtigte er dessen Mandantin der Lüge; er und Laura seien bereits längere Zeit ein Paar. Der Anwalt schenkte dem Schreiben keinen Glauben und legte es zu den Akten.
Am 16. Februar 1988, einen Tag bevor der Gerichtstermin hätte stattfinden sollen, fuhr Farley zu ESL Incorporated. Er wollte Laura Black zur Rede stellen und sie ersuchen, die einstweilige Verfügung zurückzuziehen. Sollte sie es nicht tun, würde er Suizid begehen. Insgesamt führte er ein kleines Waffenarsenal mit sich; so hatte er nicht nur das halbautomatische Gewehr bei sich, das er kurz zuvor erworben hatte. Auch nahm er sechs weitere Waffen, darunter einen Revolver, eine Pistole der Marke Smith & Wesson und eine Pistole von Browning, mit. Ein Messer, eine Rauchbombe und einen Benzinkanister konnten die Ermittler später ebenfalls sicherstellen; sie kamen jedoch nicht zum Einsatz.
Kurz vor 15 Uhr zog Farley eine kugelsichere Weste an, setzte sich Ohrenstöpsel ein, stattete sich mit den Waffen aus und ging auf das Bürogebäude zu. Dabei feuerte er die ersten Schüsse auf Passanten ab und traf den 46 Jahre alten Datenspezialisten Lawrence Kane, der, tödlich getroffen, Farleys erstes Opfer wurde. Über einen Seiteneingang, dessen Glas er zerschoss, verschaffte sich Farley Zutritt zum Gebäude. Auf dem Weg in den zweiten Stock, in dem sich Laura Blacks Büro befand, erschoss er vier weitere Angestellte und verletzte zwei weitere schwer. Als Black Farley bemerkte, verbarrikadierte sie sich in ihrem Büro. Doch Farley erlangte mit den Waffen brutal Zugang zum Büro. Erneut gab er Schüsse ab und traf dabei Laura Black in deren rechte Schulter. Kurz darauf gelang es ihr, schwer verletzt aus dem Büro ins Freie zu kommen.
Kurz darauf traf ein SWAT-Team ein. Farley gelang es, sich mit seinem Waffenarsenal in einem Büro zu verbarrikadieren, und gab immer wieder Schüsse in Richtung der Beamten ab. Der anschließende Belagerungszustand dauerte mehr als fünf Stunden. Da er bereits sehr hungrig war, ergab er sich um kurz vor 21 Uhr, wenn er im Gegenzug ein Sandwich und ein Getränk bekommen dürfe.
Der Amoklauf hatte sieben Menschenleben gekostet. Vier weitere Menschen wurden zum Teil schwer verletzt, unter ihnen auch Laura Black. Diese musste danach 19 Tage im Krankenhaus verbringen. Insgesamt hatte Farley 98 Schuss Munition verschossen.
Am 17. Februar 1988 wurde vom Gericht ein permanentes Kontaktverbot für Richard Farley verhängt. In einem letzten Brief, den ihr Farley aus dem Gefängnis zukommen ließ, gestand er Laura Black zu, dass sie gewonnen habe.

### Opfer
- Donald Doney (36)
- Lawrence Kane (46)
- Helen Lamparter (49)
- Glenda Moritz (27)
- Ronald Reed (26)
- Joseph Silva (43)
- Wayne Williams (23)

### Prozess
Der Prozess gegen Richard Farley wurde am 9. Juli 1991 eröffnet. Seine Verteidigung beruhte auf der These, wonach er niemanden töten wollte; er wollte lediglich Laura Black zur Rede stellen und bei einem negativen Gespräch lediglich sich selbst töten. Die Staatsanwaltschaft schenkte diesen Ausführungen keinen Glauben und verwies auf das Waffenarsenal, das er zum Teil in den Tagen vor dem Amoklauf gekauft und zum Tatort mitgebracht hatte.
Am 21. Oktober 1991 fand eine Jury Richard Farley des siebenfachen Mordes für schuldig. Am 17. Januar 1992, vier Jahre und einen Tag nach dem Amoklauf, wurde er zum Tode verurteilt. Am 22. Januar 1992 wurde er Häftling des San Quentin State Prison. 2009 bestätigte der California Supreme Court das Urteil. Heute (Stand Dezember 2022) wartet Farley nach wie vor im Gefängnis auf seine Exekution.

## Medien
1993 wurde die Geschichte von Richard Farley, seine Obsession Laura Black gegenüber und der Amoklauf verfilmt. Der Spielfilm mit dem deutschsprachigen Titel Lauras Schatten wurde mit Richard Thomas (als Farley) und Brooke Shields (Laura Black) besetzt.